# Won-Sup Lim
Won-Sup Lim, eller Grandmaster Lim som han kallas inom taekwondo-världen, född 15 september 1943 i Gimje, Norra Jeolla, Sydkorea, är en taekwondopionjär som introducerade Taekwondon i Sverige 1975. 
Won-Sup Lim är högst rankad i Sverige med svart bälte med hela 9 Dan och är den enda i Sverige med det. Han är grundaren av Sveriges äldsta Taekwondoklubb, MUDO Akademien. 1996 grundade han AMEA (All Martial Arts Ethics Academy). Grandmaster Lim är även skaparen av Mool Heuk Gil, som bygger på hans egna livserfarenheter och filosofiska värderingar.

## Biografi
Won-Sup Lim kom till Sverige 1975 och grundade då Stockholms Taekwondo Akademi (numera MUDO Taekwondo Akademien).
1980 åkte han och 15 andra taekwondoutövare till Nord-Korea för att för första gången introducera Taekwondo i landet. 
1981 graderades han till 7 dan av General Choi Hong-Hi (International Taekwondo Federation). 1986 graderades han till 8 dan av Kukkiwon (World Taekwondo Federation). 30 april 1996 graderades han till 9 dan av Ji-do kwan, Korea.  2003 graderades hantill 9 dan av Kukkiwon, Korea.
Lim Won-Sup grundade 1996 AMEA (All Martial Arts Ethics Academy) och 1997  Mool Heuk Gil (MHG) och The World Mool Heuk Gil Federation (WMF).
2003 skapar han kampkonststilen Mool Heuk Gil
1998 erkänner Gruppen Litteratur 21 Lim Won-Sup som poet i Korea. 2000 publicerade han en poesisamling på koreanska som heter Gå tillsammans med rinnande vatten.

## Mool Heuk Gil
"Vattnets och Jordens Väg" är baserad på Won-Sup Lims 50-åriga erfarenhet inom kampsport. Mool Heuk Gil tar vid där taekwondo slutar och är en konstform av kampsport.